# SEIRA
多田 聖良(ただ せいら、1985年12月7日-)は、14万人のフォロワーを持つインフルエンサー。

## 出演

### 雑誌
- 『saita』（専属：2013年 - 2015年）
- 『Cawaii!』
- 『S Cawaii!』
- 『大人の愛されヘアカタログ』
- 『おしゃれナチュラルヘアカタログ』
- 『ママの夏ヘアアレンジBOOK』
- セブン&アイ出版『おもてなしBOOK』（表紙）
- 『ひめトレストレッチ』（メインモデル）
- 『たまごクラブ/ひよこクラブ』（巻頭モデル）
- 『ママコレsaita賞』
- 『通販雑誌BONi(vo.1)1週間着回し』
- 『働く女子のon/offヘアアレンジBOOK』
- 『ar』2017年6月号（2017年5月12日発売）

### 東京コレクション syncs.
- Designランウェイモデル
- ゼクシィブライダルモデル
- ルミネエストファッションショー